# Naturkatastrof
Naturkatastrof är en händelse orsakad av naturkrafter som har stora negativa konsekvenser för den omgivande miljön och de organismer som lever där. Exempel på naturkatastrofer är vulkanutbrott, jordbävningar, långvarig torka, orkaner och översvämningar.

## Typer av naturkatastrofer

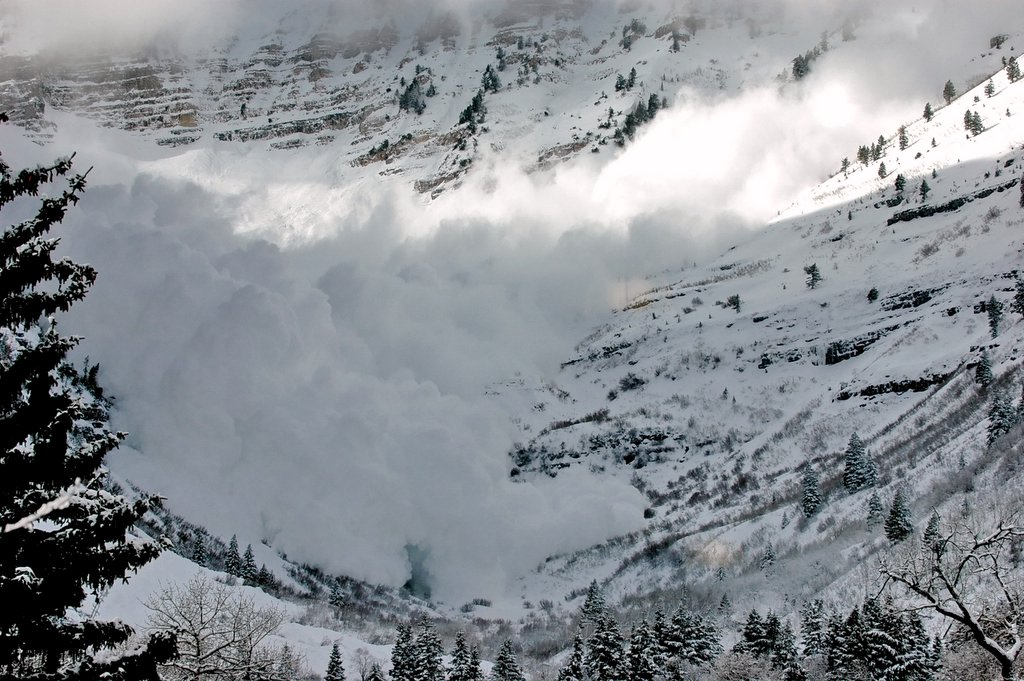
Lavin på Mt. Timpanogos, Utah

### Landrörelser

#### Laviner
Laviner är skred av snö nedför en bergssida.

#### Jordbävning
Kan också kallas för jordskalv

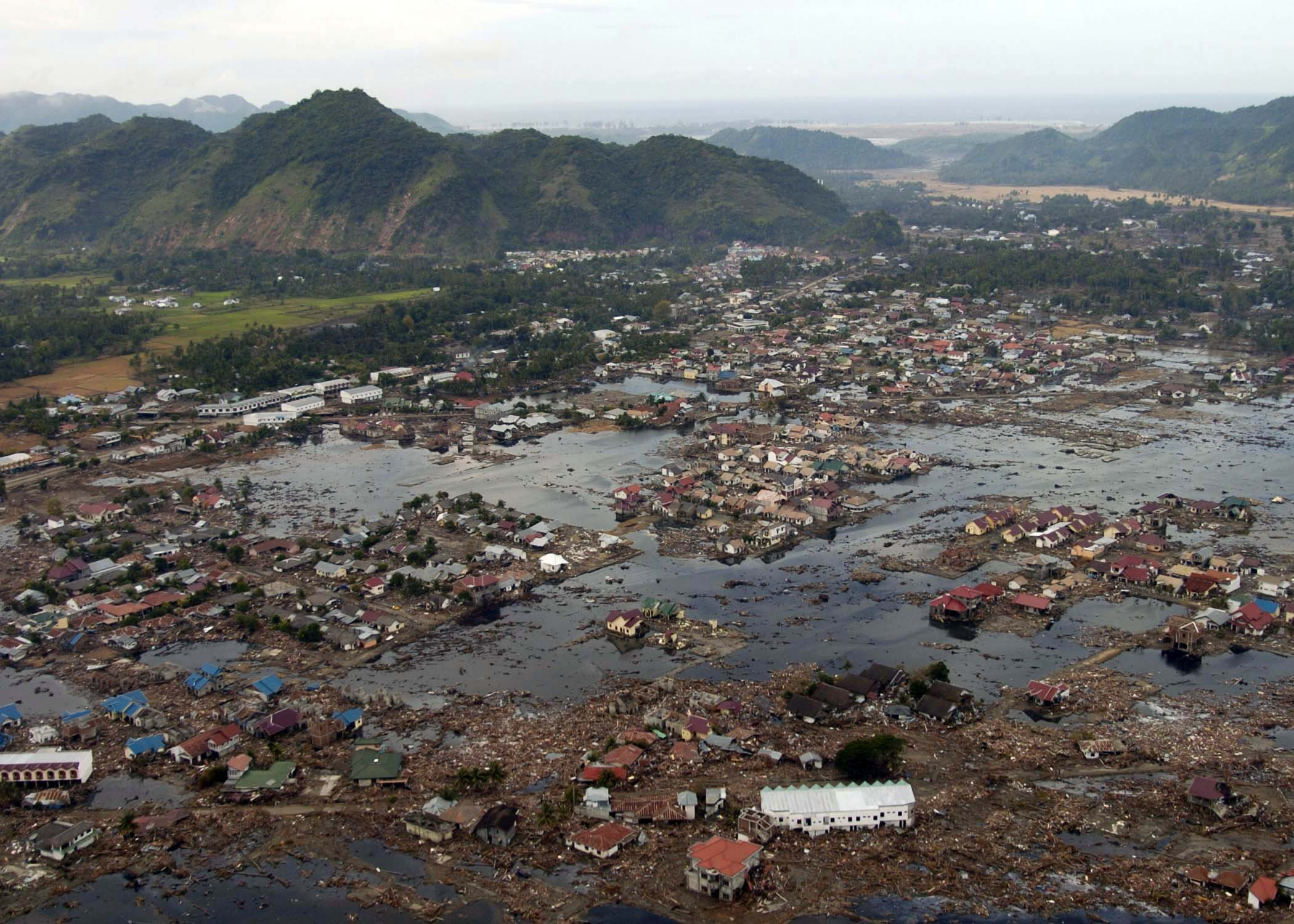
En by på Sumatra som totalförstörts av den tsunami som efterföljde jordbävningen i Indiska oceanen 2004.

En jordbävning är skakningar eller vibrationer i jordskorpan. Dessa vibrationer utlöses på grund av spänningar i jordskorpan. Den punkt där vibrationerna härstammar ifrån kallas fokus och punkten direkt ovanför fokus kallas epicentrum. Jordbävningar kan variera mycket i mängden energi som frigörs, och därför beskrivs de i en logaritmisk skala, Richterskalan. Jordbävningar i sig skadar sällan människor eller djur, utan det är bieffekter såsom kollapsande byggnader, bränder och tsunamis som är farliga.
Några av de mer betydande jordbävningarna på senare år är:
- Jordbävningen i Indiska oceanen 2004, den näst största jordbävningen sedan mätningarna började. En magnitud på 9,3 uppmättes. Den jättelika tsunami som utlöstes dödade minst 229 000 människor.
- Jordbävningen i Kashmir 2005 hade en magnitud på 7,6-7,7 och dödade 79 000 människor i Pakistan.
- Jordbävningen utanför Java i juli 2006, hade en magnitud på 7,7 och utlöste också tsunamis.
- Jordbävningen i Sichuan 2008, Kina, hade en magnitud på 7,9 och dödade minst 61 150 människor.

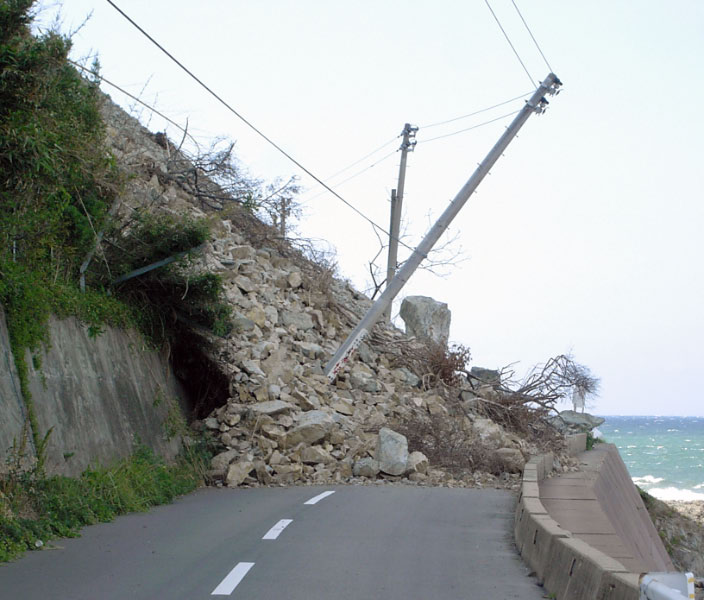
Ett skred i Japan 2005 med lite grövre massa.

- Jordbävningen i Haiti 2010 som med en magnitud på 7,0 dödade över 200 000 människor, de flesta i Port-au-Prince.

#### Jord-, ler- och slamskred
Jordskred och lerskred inträffar ofta i geotekniskt svaga områden såsom erosionsutsatta strandbankar, eller slänter, vanligen i kombination med intensivt regnande eller belastning av jorden. Slamskred utlöses av vulkaner. Göta älv-dalen är särskilt skredutsatt där Tuveraset 1977 är ett av de allvarligaste med 9 dödade.

#### Vulkanutbrott

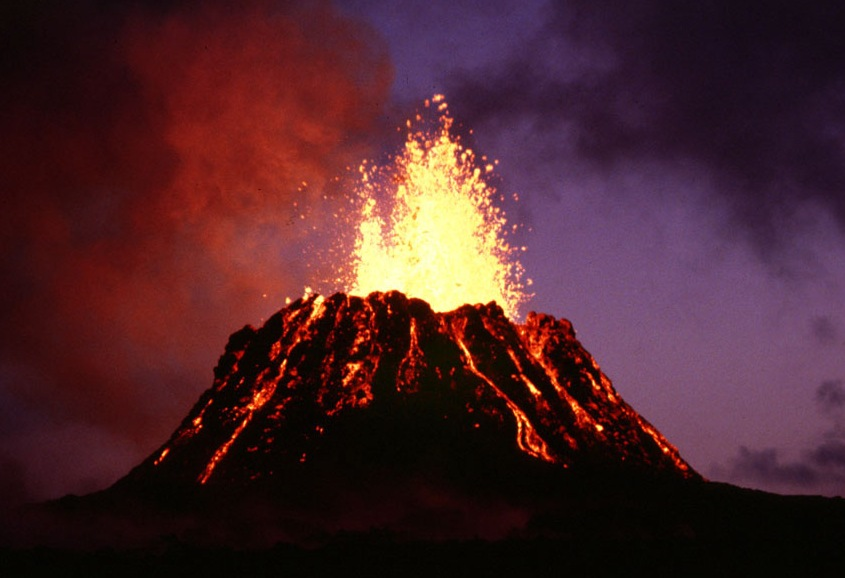
Pu'u 'Ō'ō, en del av Kilaueavulkanen på Hawaii

- Ett vulkanutbrott kan i sig utgöra en katastrof eftersom det ofta orsakar explosioner och flygande stenar, men det finns flera bieffekter som också kan vara farliga.
- Lava, smält berg, kan släppas ut vid ett utbrott. Lavaflöden är mycket varma och bränner både byggnader och människor som de träffar på.
- Vulkanisk aska kan bilda stora moln och falla ned i tjocka lager i närheten av vulkanen. Om stora mängder av aska faller ned på hustak kan de kollapsa under tyngden. Men även små mängder aska kan vara skadligt för lungorna.
- Pyroklastiskt flöde består av ett moln het aska som stiger ovanför vulkanen tills det kollapsar under sin egen tyngd och strämmar ned längs berget och bränner allt i sin väg.
- Klimatpåverkan: vid stora vulkanutbrott kan mängden aska som blir kvar i atmosfären orsaka kallare klimat det närmaste året, exempel är året utan sommar 1816 och klimatavvikelsen 535–536.

### Vattenkatastrofer

#### Översvämningar

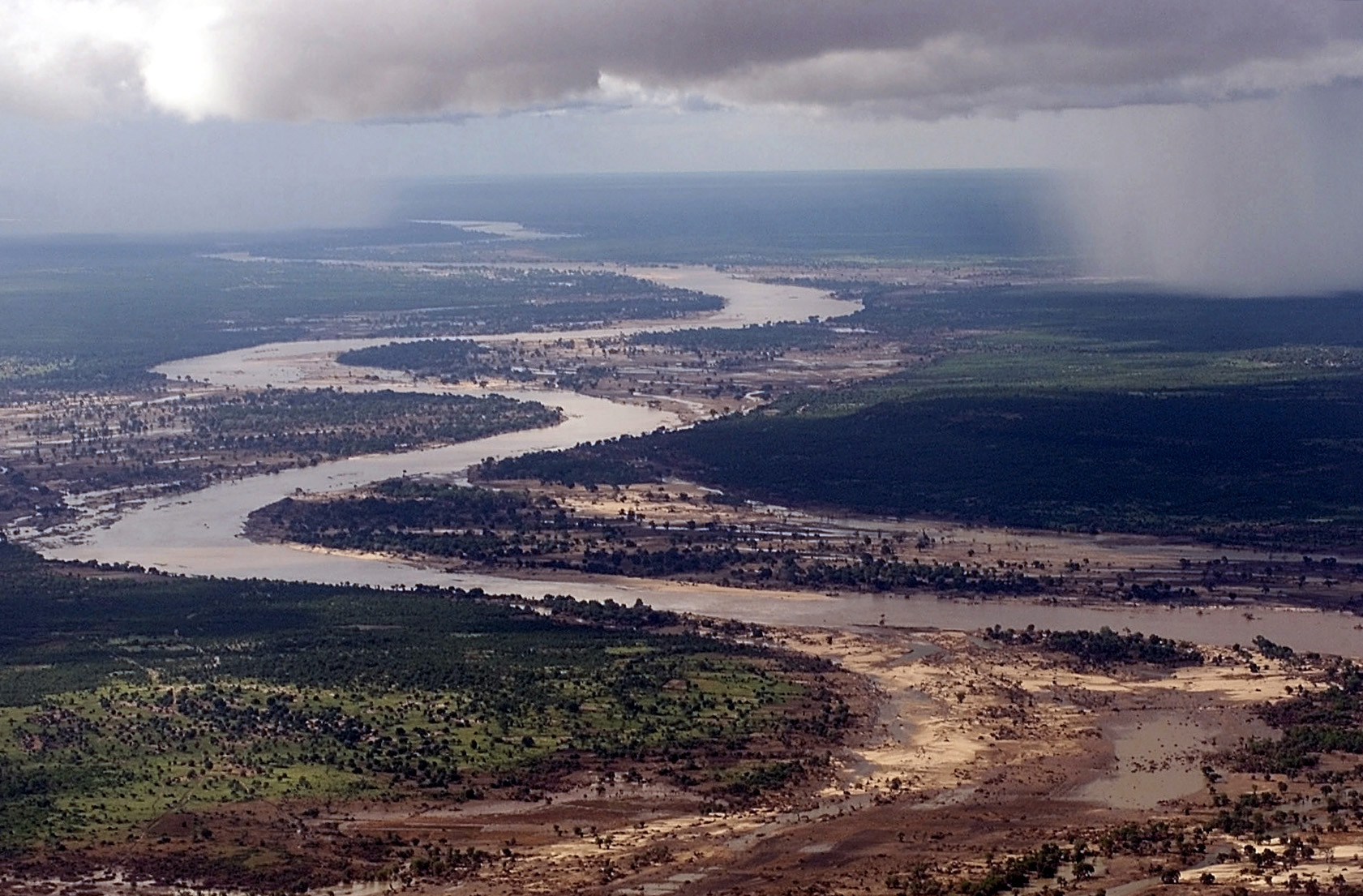
Floden Limpopo, i södra Moçambique, vid översvämningen 2000

En översvämning inträffar när flödet i en flod är större än vad flodfåran klarar att transportera. Höga flöden kan bero på intensivt regnfall uppströms, isavsmältning eller kollapsade dammbyggnader. 
Några betydande översvämningar är:
- Gula floden (Huang He) i Kina Svämmar över särskilt ofta. Översvämningskatastrofen i Kina 1931 dödade mellan 800 000 och 4 000 000 människor.
- Limpopo, i Moçambique svämmade över 2000 och lade stora delar av landet under vatten i tre veckor. Översvämningen resulterade i tusentals döda.

Tropisk cykloner kan resultera i stora översvämningar, något som inträffat:
- Cyklonen Bhola, som träffade  Pakistan (i nuvarande Bangladesh) 1970
- Orkanen Katrina, som lade större delen av New Orleans under vatten 2005
- Orkanen Gudrun, som fällde stora mängder skog i Sverige 2005

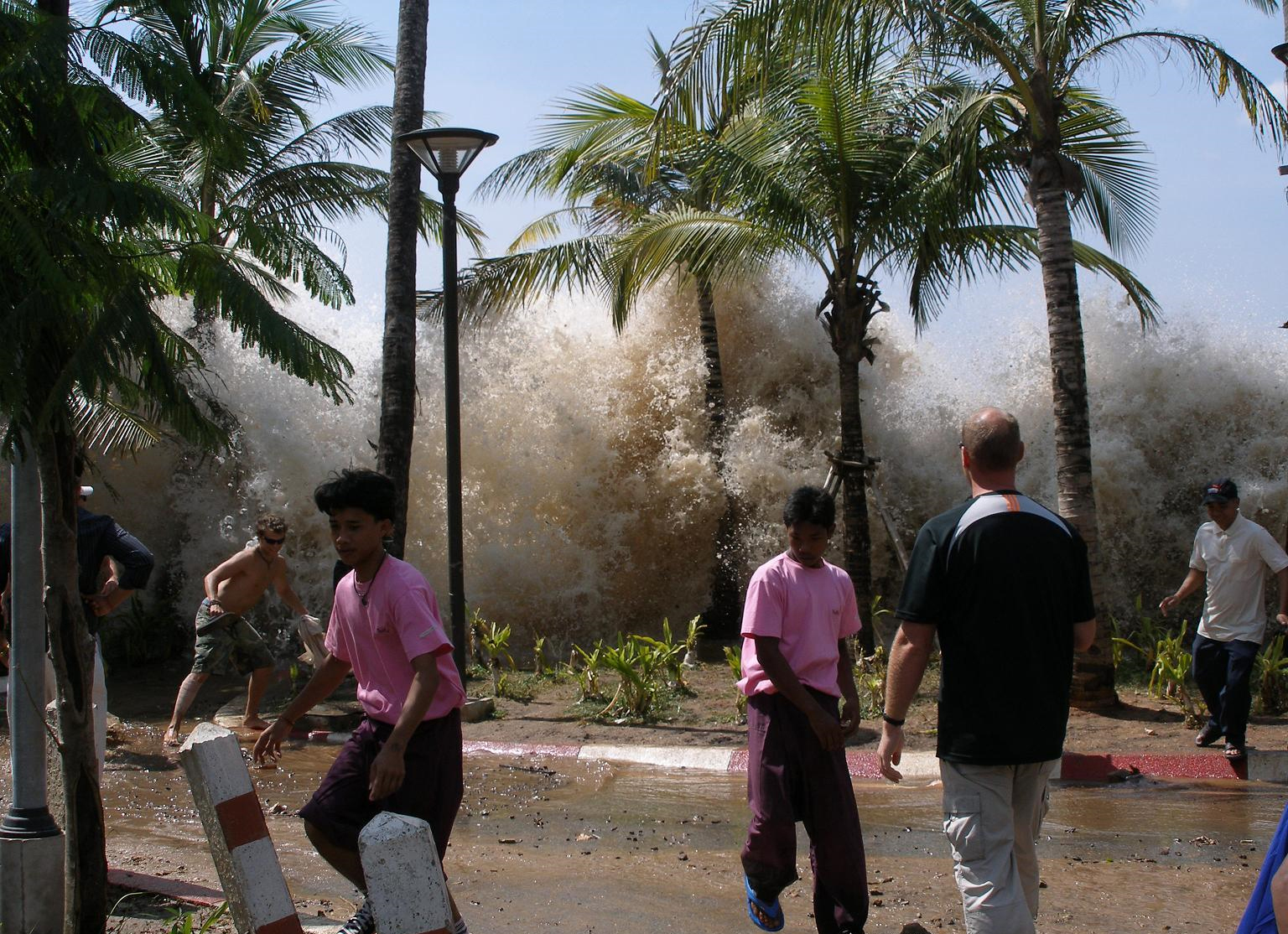
Tsunamin som orsakades av Jordbävningen i Indiska oceanen 2004 slår in över Ao Nang, Thailand.

#### Tsunamier

Animering av Tsunami i Indiska oceanen 2004

Tsunamier är jättelika svallvågor som kan orsakas av jordbävningar på havets botten, som den i Ao Nang, Thailand eller av jordskred som den som inträffade vid Lituya Bay, Alaska 1953.

### Stormar och väder

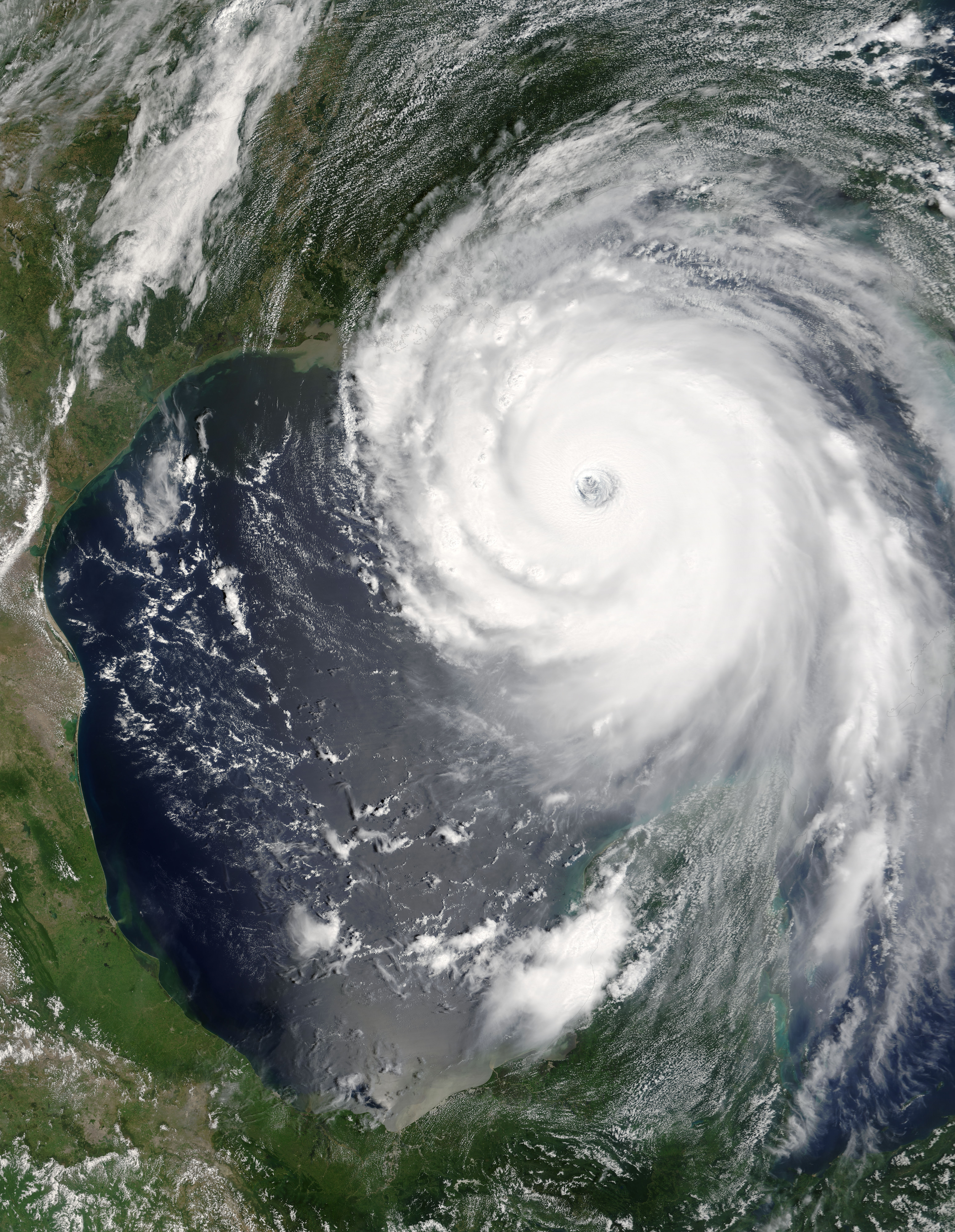
Orkanen Katrina

#### Snöstormar
Snöstormar inträffar när snö faller samtidigt som det blåser. 

#### Cykloner
Cyclon, tropisk cyclon, orkan och tyfon är olika namn på samma fenomen: en cyklonisk storm som bildas över havet. Den orkan som skördat mest liv var Cyklonen Bhola 1970.

#### Torka
Välkända torkperioder i historien är:
- 1900 i Indien, som dödade mellan 250 000 och 3 250 000 människor.
- 1921-22 i Sovjetunionen under vilken mer än 5 miljoner människor svalt ihjäl.
- 1928-30 i nordvästra Kina där över 3 miljoner människor dog av svält.
- 1936 and 1941 Sichuaanprovinsen i Kina, vilka resulterade i 5 miljoner och 2,5 miljoner dödsfall.

#### Värmeböljor
En av Europas värsta naturkatastrofer i modern tid var Värmeböljan 2003.

#### Tromber

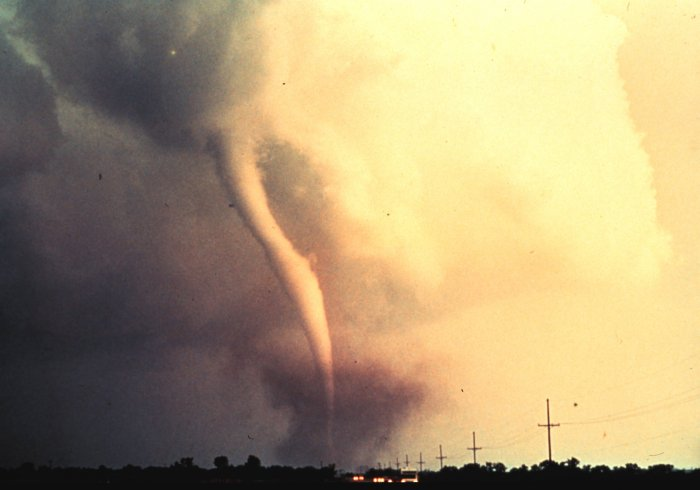
En tornado (tromb)

Tromber är kraftiga virvelvindar som bildar en nästan lodrätt stigande luftvirvel med en diameter på 100 meter upp till 1 kilometer för kraftiga tornador. Tromberna uppstår vid kraftiga åskväder, det är vanligt att en horisontell molnrulle bildas på åskvädrets bylinje, denna kan sedan vrida sig vertikalt och nå marken som en tromb. Karaktäristiskt för en tromb är då den molnslang eller rep som bildas mellan moln och mark i trombens inre del.

### Eld

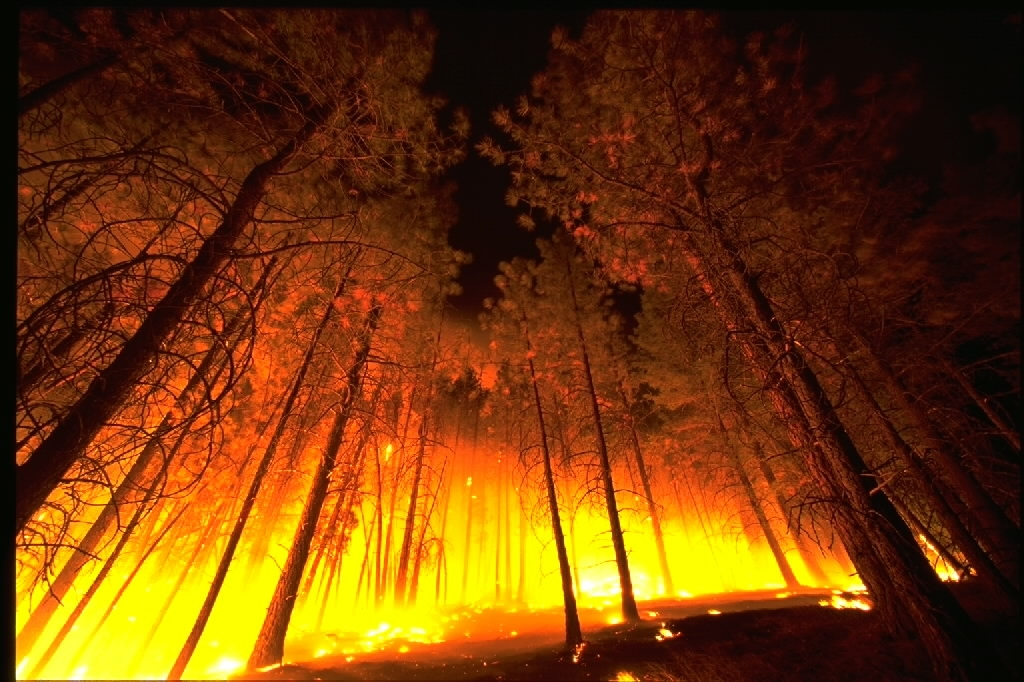
En skogsbrand i USA.

Skogsbränder är okontrollerad eld i naturen. Vanliga orsaker för skogsbrand är blixtnedslag och torka, men de kan också bero på människor som avsiktligt eller oavsiktligt tänder eldar som sprider sig.

### Hälsa och sjukdomar

#### Epidemier

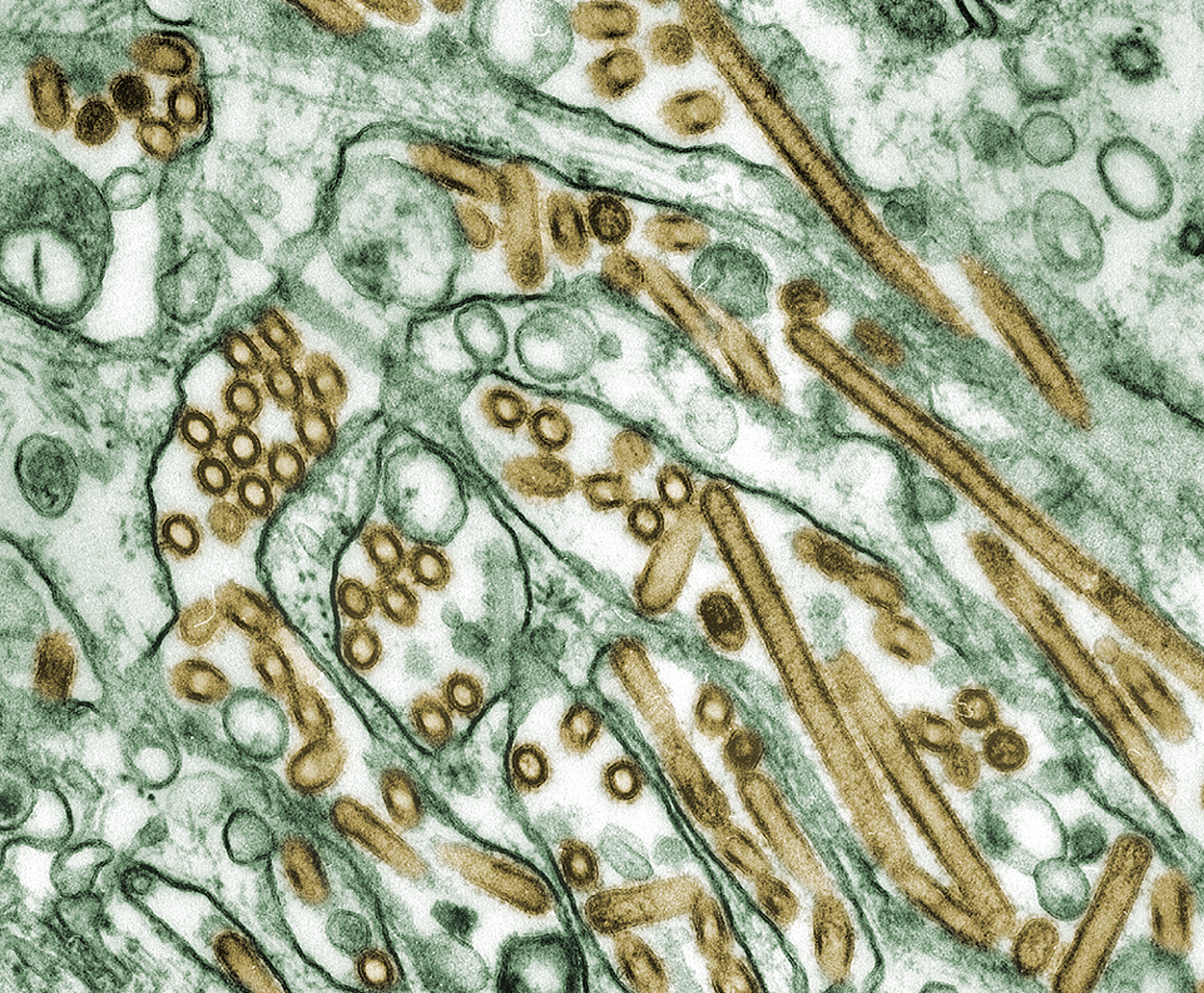
H5N1 viruset, som orsakar Fågelinfluensa

En epidemi är ett utbrott av en smittsam sjukdom som sprider sig snabbt bland människor. Om epidemin sprider sig globalt kallas den pandemi, i historien förekommer många epidemier, till exempel digerdöden
Betydande pandemier de senaste hundra åren:
- Spanska sjukan, 1919 dödade uppskattningsvis 50 miljoner människor världen över
- Asiaten, 1957-58 dödade omkring 1 miljon människor
- Hongkong, 1968-69
- SARS, 2002-3 8 096 fall av smitta fram till 2003[1]
- AIDS, 1959-idag
- Covid-19 (Corona), 2019 - idag

#### Svält
I modern tid har svält slagit hårdast mot subsahariska Afrika, även om fler människor dog av svältkatastroferna i Asien i början på 1900-talet.

## Större händelser

### 1500-talet
1556: Jordbävningen i Shaanxi, Kina

### 1700-talet
1755: Jordbävningen i Lissabon 1755, Portugal
1796: Översvämning i Ragunda Gedungsen, Sverige

### 1800-talet
1872: Stormfloden i Skandinavien
1883: Krakataus utbrott i Sundasundet

### 1900-talet
1902: Julorkanen i södra Sverige
1904: Oslofjordskalvet i Norge och Sverige
1906: Jordbävningen i San Francisco, USA
1908: Tunguska-händelsen i Sibirien
1923: Stora Kanto-jordbävningen i Japan
1960: Jordbävningen i Chile
1964: Långfredagsskalvet i Alaska, USA
1967: Orkanen Lena över Sverige
1976: Jordbävningen i Tangshan, Kina
1977: Tuveraset i Göteborg, Sverige
1980: Jordbävningen i Irpinia, Italien

### 2000-talet
2004: Jordbävningen som orsakade Tsunamikatastrofen
2005: Orkanen Gudrun över norra Europa, Jordbävningen utanför Sumatra, Orkanen Katrina över Amerika, Jordbävningen i Kashmir
2006: Naturkatastrofen i Sidoarjo, Java, Jordbävningen utanför Java maj 2006, Jordbävningen utanför Java juli 2006
2007: Orkanen Per över Sverige
2008: Cyklonen i Burma, Jordbävningen i Kina
2009: Skogsbränderna i Australien 2009
2010: Jordbävningen i Haiti 2010, Jordbävningen utanför Chile 2010, Vulkanutbrottet på Island
2011: Jordbävningen vid Tōhoku 2011